# Förarbevis för moped
Förarbevis för moped krävs för att köra moped klass II. Den 1 oktober 2009 infördes nya regler för Klass II moped och Klass I moped.